# Государственная служба морского и речного транспорта Украины
Государственная служба морского и речного транспорта Украины (укр. Державна служба морського та річкового транспорту) — создана 6 сентября 2017 года. Центральный орган исполнительной власти, деятельность которого направлена на реализацию государственной политики в сфере морского и речного транспорта торгового мореплавания, судоходства на внутренних водных путях, навигационно-гидрографического обеспечения мореплавания, а также в сфере безопасности на морском и речном транспорте.

## История
Центральный орган исполнительной власти с таким названием был образован в 2010 году одновременно с образованием Министерство инфраструктуры Украины путём реорганизации Министерства транспорта и связи Украины.
В 2011 путем реорганизации Государственной службы морского и речного транспорта Украины была создана ее правопреемница — Государственная инспекция Украины по безопасности на морском и речном транспорте (Укрморречинспекция) я качестве центрального органа исполнительной власти Украины.
10 сентября 2014 было принято Постановление Кабинета министров Украины № 442, которым отменено Государственной инспекции Украины по безопасности на морском и речном транспорте. Ее правопреемник — Государственная служба Украины по безопасности на транспорте.
В конце сентября 2016 Министр инфраструктуры Владимир Омельян предложил на согласование Кабмина документ о создании Морской администрации. Также он анонсировал масштабную реформу морской отрасли, которая предусматривала реформирование Администрации морских портов.
В январе 2017 реформа была начата. Толчком к этому было то, что Администрация Морских Портов Украины, по словам министра, в 2016 году оставалась образцом неэффективности, коррупции и злоупотреблений. Полноценная реформа предусматривала создание Морской администрации, которая должна была взять на себя все задачи АМПУ.
Государственная служба морского и речного транспорта Украины была создана и положение о нем утверждено Постановлением Кабинета Министров Украины от 6 сентября 2017.
11 апреля 2018 Дмитрий Петренко был назначен его председателем сроком на пять лет с испытательным сроком шесть месяцев. Освобожден от должности 20 октября 2019.
22 августа Кабинет министров Украины принял решение о полноценном запуске работы Государственной службы морского и речного транспорта.
9 октября 2020 Кабинет министров Украины принял решение о временном возложении исполнения обязанностей председателя Морской администрации на Андрея Глазкова.

## Статус
Основными задачами Морской администрации являются выполнение отдельных функций по реализации государственной политики в сферах:
- морского и речного транспорта;
- торгового мореплавания;
- судоходства на внутренних водных путях;
- навигационно-гидрографического обеспечения мореплавания;
- безопасности на морском и речном транспорте (кроме сферы безопасности мореплавания судов флота рыбной промышленности);
- осуществления государственного надзора (контроля) за безопасностью на морском и речном транспорте, за торговым мореплаванием, судоходством на внутренних водных путях, навигационно-гидрографического обеспечения мореплавания (кроме судов флота рыбной промышленности);
- предоставления административных услуг в сфере морского и речного транспорта;

и прочее.
Морская администрация осуществляет свои полномочия непосредственно и через территориальные органы.

## Территориальные органы
Созданы территориальные органы, которые являются структурными подразделениями Морской администрации:
- Черноморско-Азовское межрегиональное управление
- Черноморское межрегиональное управление
- Верхнеднепровское межрегиональное управление
- Нижнеднепровское межрегиональное управление
- Подольско-Карпатский межрегиональное управление.

В Киеве, Одессе, Львове, Днепре и Харькове планируется открыть сервисные центры по предоставлению административных услуг по принципу «Единого окна».